# Szabó Gyula (színművész, 1930–2014)
Szabó Gyula (Kunszentmárton, 1930. július 15. – Budapest, 2014. április 4.) a Nemzet Színésze címmel kitüntetett, Kossuth- és kétszeres Jászai Mari-díjas magyar színművész, érdemes és kiváló művész.

## Életpályája

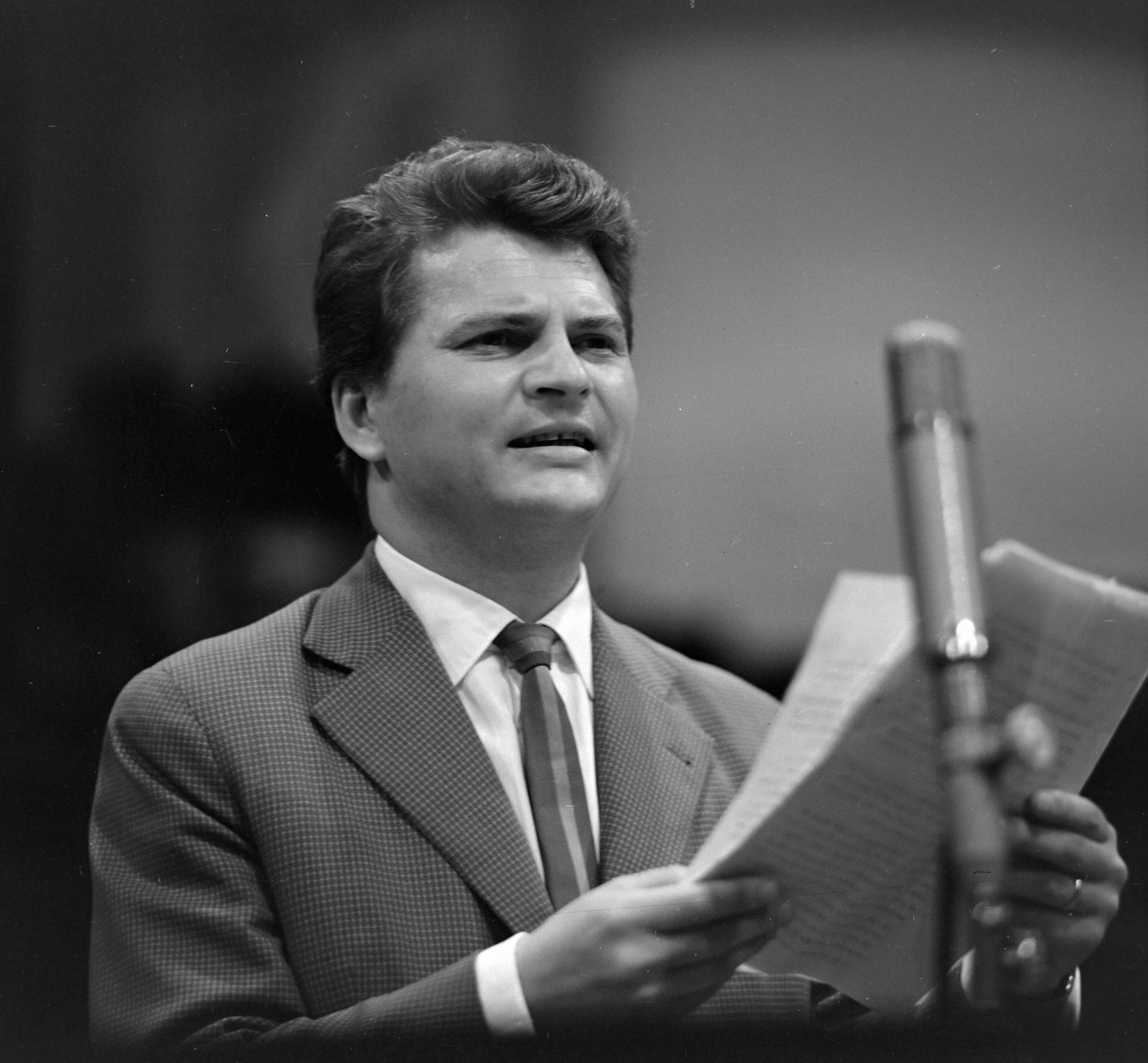
1964-ben

1950 és 1954 között járt a Színház- és Filmművészeti Főiskolára. 1954 és 1993 között Budapesten a Petőfi Színház, a Jókai Színház, a Thália Színház és az Arizona Színház színésze, 1993-tól 1996-ig a Művész Színházé. 1996-tól 2006-os visszavonulásáig Székesfehérvárott, a Vörösmarty Színházban játszott. 1979-től a Színház- és Filmművészeti Főiskola tanára, docense.
1953-ban kezdett el filmezni. Legemlékezetesebb és legnépszerűbb alakítása az országot járó, az ártatlanokat a labancokkal szemben megvédő Buga Jakab szerepe volt az 1963-ban bemutatott tizenhárom részes tévésorozatban, A Tenkes kapitányában, illetve annak 1965-ös moziváltozatában, amelyben a főhős, a Zenthe Ferenc által megformált Eke Máté hűséges társát játszotta el. Az idősebb nézők máig gyakran azonosítják őt Buga Jakab figurájával, amit a privát életben is többször megtapasztalt már.
Szinkronszínészként is dolgozott, a nagyközönség többek között a Magyar népmesék rajzfilmsorozat narrátoraként és Peter Falk magyar hangjaként is ismerheti.
2006. február 7-én választották a Nemzet Színészévé Agárdy Gábor helyére.
2008. december 12-én kisebb agyvérzést kapott és tíz napig feküdt kórházban. 2009. október 11-én agyhártyagyulladással szállították kórházba, ahol az intenzív osztályra került. Akkor még felépült, de 2014. április 4-én a betegség legyőzte.
Temetése 2014. április 16-án a Farkasréti temető művészparcellájában volt. Pályatársai nevében Szikora János és Gálvölgyi János, tanítványaiéban Gesztesi Károly búcsúztatta. A temetésén részt vett többek között Törőcsik Mari, Blaskó Péter, Reviczky Gábor, Molnár Piroska, Tordy Géza, Benkő László, Király Levente.

## Családja
Szabó Gyula élete során háromszor nősült, első felesége Kovács Iby, második Hahn Erzsébet manöken volt. Madarász Pálmával 1987-ben házasodtak össze. Gyermekei Attila, Melinda, Gyula és Zsófia.

## Főbb színházi szerepei
- Molnár Ferenc: A Pál utcai fiúk (Boka)
- Bertolt Brecht: Állítsátok meg Arturo Uit! (Arturo Ui)
- Stendhal: Vörös és fekete (Julien Sorel)
- Karinthy Ferenc: Házszentelő (Bíró László)
- Tersánszky Józsi Jenő: Kakuk Marci
- Bulgakov: A Mester és Margarita (Woland)
- Kellér Andor: Bal négyes páholy (Bajusz pincér)
- Babel: Alkony (Mendel)
- Vlagyimir Sarov: Égszínkék lovak vörös füvön (Lenin)
- Tóth Ede: A falu rossza (Göndör Sándor)
- Ludvig Holberg: A politikus csizmadia (Bányai Cézár)
- Karol Wojtyła: Az aranyműves boltja (Ádám)
- Móricz: Légy jó mindhalálig (Igazgató)
- George Bernard Shaw: Segítség!Orvos! (Sir Patrick Cullen)
- Brecht–Weill: Koldusopera (Kimball tiszteletes)
- Emily Brontë: Üvöltő szelek (Öreg Earnshaw)
- Mikszáth Kálmán: A Noszty fiú esete Tóth Marival (Noszty Pál)
- Örkény István: Macskajáték (Csermlényi Viktor)
- Békés Pál–Geszti Péter–Dés László: A dzsungel könyve (Balu szerepében, 1999–2000 Vörösmarty Színház)

## Filmjei

### Játékfilmek
- A harag napja (1953)
- Ifjú szívvel (1953) – Czobor
- Hajdu István igazsága (1953; rövid játékfilm) – Csillag Sándor
- Kiskrajcár (1953) – Munkás
- Simon Menyhért születése (1954) – Hegedűs
- A szánkó (1955; rövid játékfilm)
- Dandin György, avagy a megcsúfolt férj (1955)
- Egy pikoló világos (1955)
- Hintónjáró szerelem (1955)
- Szakadék (1955)
- Egymásért (1956; rövid játékfilm)
- Ünnepi vacsora (1956)
- A császár parancsára (1957)
- Gerolsteini kaland (1957)
- Nyitva a kiskapu (1958; rövid játékfilm)
- Tegnap (1958) – Szusza-Kis
- Vasvirág (1958) – Motyó
- Kölyök (1959) – Gordon Jóska
- Pár lépés a határ (1959) – Balogh Béla, Szabó barátja
- Alázatosan jelentem (1960) – Vendlótzky Mihály honvéd
- Két emelet boldogság (1960) – Korbusz Jani
- Az ígéret földje (1961) – Büki
- Félúton (1962) – Pellek Gyuri
- Párbeszéd (1963) – Jani
- Négy lány egy udvarban (1964) – Drahos
- A tizedes meg a többiek (1965) – Fekete György / Fekete Károly
- Hazai pálya (1968)
- Szemtől szemben (1970) – Petranek Gábor
- Hahó, Öcsi! (1971) – Bobojsza (hang)
- Volt egyszer egy család (1972)
- Végül (1974)
- Férfiak, akiket nem szeretnek (1975)
- Tűzgömbök (1975)
- Defekt (1977) – Őrmester
- Dübörgő csend (1977) – János, Eta férje
- K. O. (1978) – Árpi, Csungi bátyja
- Kinek a törvénye? (1978) – Rendőr ezredes
- Fehérlófia (1981) – Hétszűnyű Kapanyányimonyók / Esőkirály (hang)
- Az idő urai (1982) – Igor (magyar hang)
- Egymásra nézve (1982)
- Daliás idők (1984) – Mesélő (hang)
- Éljen Szervác! (1986) – Szervác (hang)
- Miss Arizona (1988)
- A hal (1997) – Mesemondó (hang)
- A másik ember iránti féltés diadala (2000) – Mesélő (hang)
- A Hídember (2002) – Öreg dzsentri

### Tévéfilmek, televíziós sorozatok
- Veréb utcai csata (1959) – Csuka, Gábor
- Fáklyaláng (1962) – Józsa Mihály, huszárkáplár
- Május (1963) – A fiú
- A Tenkes kapitánya (1963) – Buga Jakab
- Vadkacsa (1964)
- A kiskosár kalandjai (1965) – Kosaras (hang)
- Antigoné (1965) – Őr
- Egy délután a Grün-irodában (1965)
- Két találkozás (1965) – Szovjet tiszt
- Példázat: Tiszta ügy (1966)
- Princ, a katona (1966) – Csontos őrnagy
- A fal ereje a védök lelkében van… (1967) – Közlegény bíró
- A gépírók (1967) – Paul
- Budapesten harcoltak (1967)
- Máglyák Firenzében (1967) – Francesco Publiese
- Postaláda (1967) – Halász, festőművész
- Rivalda nélkül (1967)
- Világraszóló lakodalom (1967)
- Aranyszoba (1968) – Soros István
- Malva (1968)
- Szende szélhámosok (1968) – Kiss
- Bözsi és a többiek 1–3. (1969)
- Én, Prenn Ferenc (1969)
- Tizennégy vértanú (1970) – Vécsey Károly
- Egy óra múlva itt vagyok… (1971) – Miroslav Keracs
- Frakk, a macskák réme I–IV. (1971–1985) – Frakk (hang)
- Remetekan (1971)
- Rózsa Sándor 1–12. (1971) – Bán András
- A tűz balladája (1971) – Favágó
- A megjavult adófelügyelő és más történetek (1972)
- György barát (1972) – Zápolya János
- Casanova kontra Kékszakáll (1972) – Kékszakáll (hang)
- Kérem a következőt! I–III. (1973–1983) – Dr. Bubó (hang)
- A fej (1975)
- Férfiak akiket nem szeretnek (1975) – Gyönk Mihály
- Holtvágány (1975) – Regenye Máté jelzőőr
- A lőcsei fehér asszony (1976)
- Robog az úthenger 1–6. (1976) – Józsi
- …hogy magának milyen mosolya van! (1977) – Igrek
- A lányom barátnője (1977) – Gyula bácsi
- Haszontalanok (1977)
- Magyar népmesék (1977–2011) – Mesemondó (hang)
- A két Bolyai (1978) – Antal
- Amerikai komédia (1978) – Hilloran
- Házikoncert (1978)
- Holló a hollónak (1978)
- Lear király (1978) – Kent gróf
- Második otthonunk: A munkahely (1978)
- Éljen az egyenlőség (1979) – Hegyfalvy
- Ezer év (1979) – Gyula Katona
- Worafka tanácsos úr (1979)
- Rang és mód (1980) – Bannai Gábor
- Vuk 1–4. (1980) – Kag (hang)
- A puszta télen (1981) – Narrátor (hang)
- Századunk (1981)
- Égszínkék lovak vörös füvön (1982)
- A zalameai bíró (1983)
- Az áldozat visszatér (1983) – Grandin felügyelő
- Háry János (1983) – Háry János (hang)
- Alkony (1985)
- Kérők (1985) – Hősváry
- Éjféli színjáték (1986)
- Egy lepecsételt lakás (1987) – Sipos Béla
- Képzelt beszélgetés (1987)
- Volt egyszer egy úrlovas (1987) – Gyula
- Az angol királynő (1988) – Deák Ferenc
- Miniszter (1988) – Deák Ferenc
- Türelöm köll a szögénységhön 1–10. (1988)
- Holnapra a világ (1989) – Dávid Ferenc
- Devictus Vincit (1994) – Grősz érsek
- Kisváros (1994)

## Hangjátékok
- Alois Jiràsek: Husz és Zsiska (1956)
- Jókai Mór: Lunátikus Debrecenben (1958)
- Hendrick Klára – Tasnádi Éva: Utazás a széllel bélelt papucsban (1959)
- Gergely Sándor: Pereg a dob (1960)
- Hans Christian Andersen: Hókirálynő (1960)
- Dévényi Róbert-Lóránd Lajos: 66 óra (1961)
- Jókai Mór: A mosolygó nagy mesemondó (1961)
- Maurice Maeterlinck: A kék madár (1961)
- Móricz Zsigmond: A boldog ember (1961)
- Jókai Mór: A kőszívű ember fiai (1962)
- Nyekraszov, Viktor: Hazatérés (1962)
- Stoenescu-Octavian: Magaviseletből elégtelen (1962)
- Gál Zsuzsa: Vaszilij herceg (1962)
- Vészi Endre: A Piros Oroszlán (1962) Sanyi
- Szimonov: Aki a negyedik volt (1962)
- Jókai Mór: És mégis mozog a föld... (1963)
- Tamási Áron: Énekes madár (1963)
- Móricz Zsigmond: Az isten háta mögött (1964)
- Salamon Pál: Két ember (1964)
- Sós György: Köznapi legenda (1965)
- Hollós Ervin: Fiúk a térről (1966)
- Illyés Gyula: Lélekbúvár (1966)
- Lóránd Lajos: Várlak a Diadalív alatt (1966)
- Manysi ének (1966)
- Thornton Wilder: Szent Lajos király hídja (1966)
- Alice csodaországban (1967) – Malacka
- Balázs János: Szomszédnépek parasztjai (1967)
- Hámori Ottó: Szorgalmas évszázad (1967)
- Mikszáth Kálmán: A két koldusdiák (1967)
- Gergely Sándor: Vitézek és hősök (1968)
- A jó palócok: Jelenetek Mikszáth Kálmán novelláiból (1968)
- Karikás Frigyes: Mindenféle emberek (1968)
- Zapolska, Gabriela: Dulska asszony erkölcse (1968)
- Hasek, Jaroslav: Miha Gamo esküje (1969)
- Arany János: Jóka ördöge (1970)
- Eötvös József: Magyarország 1514-ben (1970)
- Gosztonyi János: A meghajszolt szelíd (1970)
- Homérosz: Odüsszeia (1970)
- Sobor Antal: Éjszaka hazamentek a katonák (1970)
- Szergej Jeszenyin: Pugacsov (1970)
- Harmath Judit: A tábornok, akinek golyó van a fejében (1971)
- Ivan Bukovčan: Kedvezően elintézett kérelem (1971)
- Karácsony Benő: Új élet kapujában (1971)
- Kohlhaase, Wolfgang: Kérdések egy fényképhez (1971)
- László Endre: "Te csak húzzad, Bihari!" (1971)
- Sőtér István: Eötvös József élete és művészete (1971)
- Vaszil Bikov: A kruglányi híd (1971)
- Könyörgés a Naphoz: Grúz költészet (1972)
- Alfred Döblin: Berlin-Alexanderplatz (1973)
- "Boldog, ki fákat ültet, olt..." (1973)
- Karinthy Frigyes: E korban, melynek mérlege hamis (1973)
- Karl Grünberg: Arany a tajgán (1973)
- László Anna: Békés szombat éjszaka (1973)
- Örkény István: Tóték (1973) – Tót
- Berza László: Szepsi Csombor Mártonnak külömb-külömbféle tapasztalásai Európa országaiban (1974)
- Csetényi Anikó: Sok beszédnek sok az alja (1974)
- Karinthy Frigyes: Hannibál és társai (1974)
- Ratkó József: Éneklő időt... (1974)
- Vészi Endre: Földszint és emelet (1974)
- A gyermekkor bűvöletében - Szabó Lőrinc versei (1975)
- Malir, Jaroslav: A sorból az ötödik (1975)
- Mándy Iván: Ha köztünk vagy, Holman Endre (1975)
- Tertinszky Edit: A sokaság fia (1975)
- Boy, Lornsen: Robi, Tóbi és a Töfröcsó (1976)
- Derek Raby: Tigris (1976)
- Mocsár Gábor: Riasztólövés (1975)
- Victor Birladeanu: Ház a lövészárkok között (1975)
- Alexandru Kiritescu: Szarkafészek (1977)
- Jankovich Ferenc: Rügyfakasztó Benedek (1977)
- Kocsonya Mihály házassága - Ismeretlen szerző közjátéka (1978)
- Lázár Ervin: Rendhagyó baleset (1978)
- Moldova György: Az ötödik sípszó (1978)
- Veres Péter: A Balogh család (1978)
- Vörös rózsa (1978)
- Zola, Emile: Mouret abbé vétke (1978)
- Chaucer, Geoffrey: Canterbury mesék (1979)
- Dickens, Charles: Copperfield Dávid (1979)
- Nádor Tamás: Agyagangyal (1979)
- "A serdülő természetnek..." (1979)
- Vil Lipatov: A nyomozás lezárult (1979)
- Tolnai Lajos: Polgármester úr (1980)
- Hegedűs Géza: Az ágyban szerzett erődítmény (1981)
- Apuleius: Az aranyszamár (1982)
- A csizmás kandúr (1982) – Király
- Theodor Storm: Csak az öröklétben (1982)
- ÚTON - Hatvan év hétköznapjai a művészet és az újságírás tükrében (1982)
- Tél, tavasz, nyár, ősz - Kompozíció Fekete István írásaiból (1982)
- Magyar népmesék összes
- Radicskov, Jordan: Kosarak (1984)
- Csetényi Anikó: A sárkány hét feje (1985)
- A szegényember öröme - irodalmi kompozíció (1985)
- Szabó István: Régi vasárnap (1986)
- Dorogi Zsigmond: A század könnyei (1987)

## Szinkronmunkái
- Hadfiak (Men O'War) (1929) – Oliver Hardy (Pan)
- Jótett helyébe... (One Good Turn) (1931) – Oliver Hardy (Ollie)
- Kegyelmet kérünk! (Pardon Us) (1931) – Oliver Hardy (Önmaga)
- Kísért a múlt (Chickens Come Home) (1931) – Oliver Hardy (Önmaga)
- Stan és Pan, a regiment gyöngyei (Pack Up Your Troubles) (1932) – Oliver Hardy (Ollie)
- Piszkos munka (Dirty Work) (1933) – Oliver Hardy (Ollie)
- Revizor (Revizor) (1933) – Jaroslav Marvan (Anton Antonovics Szkvoznik-Dmuhanovszkij, polgármester)
- Stan és Pan Chicagóban (Sons of the Desert) (1933) – Oliver Hardy (Ollie)
- Stan és Pan nősül, avagy az eljátszott esküvő (Me and My Pal) (1933) – Oliver Hardy (Önmaga)
- Az eleven kísértet (The Live Ghost) (1934) – Oliver Hardy (Ollie)
- Aki másnak licitál, maga esik bele (Thicker Than Water) (1935) – Oliver Hardy (Ollie)
- Rembrandt (Rembrandt) (1936) – Charles Laughton (Rembrandt van Rijn)
- Rokonok (Our Relations) (1936) – Oliver Hardy (Önmaga)
- Fehér kór (Bílá nemoc) (1937) – Hugo Haas (Dr. Galen)
- A nagy ábránd (La Grande illusion) (1937) – Jean Gabin (Maréchal hadnagy)
- Stan és Pan az idegenlégióban (The Flying Deuces) (1939) – Stan Laurel (Stan)
- Stan és Pan, az oxfordi diákok (A Chump at Oxford) (1940) – Oliver Hardy (Ollie)
- A szerelem kikötője (Moontide) (1942) – Jean Gabin (Bobo)
- Kétszemélyes nagyzenekar (Jitterbugs) (1943) – Oliver Hardy (Önmaga)
- Stan és Pan, a torreádorok (The Bullfighters) (1945) – Oliver Hardy (Önmaga)
- A bikaborjak (I vitelloni) (1953) – Alberto Sordi (Alberto)
- Meggyónom (I Confess) (1953) – Karl Malden (Larrue felügyelő)
- Mulató a Montmartre-on (French Cancan) (1954) – Jean Gabin (Henri Danglard)
- Az Anya (Mat) (1955) – Aleksey Batalov (Pavel Vlaszov)
- A balkezes újonc (Szoldat Ivan Brovkin) (1955) – Leonid Kharitonov (Ivan Romanovics Brovkin)
- Bűn és bűnhődés (Crime et châtiment) (1956) – Jean Gabin (Gallet felügyelő)
- Kocsubej (Kochubey) (1957) – Nikolai Rybnikov (Kocsubej)
- Hüvelyk Matyi (Tom Thumb) (1958) – Bernard Miles (Jonathan, az apa)
- Kigyúlnak a fények (Gorod zazsigajet ognyi) (1958) – Nikolay Pogodin (Nyikolaj Mityaszov)
- Csipkerózsika (Sleeping Beauty) (1959) – Bill Thompson (Hubert király hangja)
- Egy angyal a Földön (Ein Engel auf Erden) (1959) – Henri Vidal (Pierre Chaillot)
- A púpos (Le bossu) (1959) – Bourvil (Passepoil)
- Szomjúság (Zsazsda) (1959) – Yuri Belov (Ragozin)
- A vár titka (Tajna kreposzti) (1959) – Gyunduz Abbasov (Elsen)
- Vihar a repülőgépen (Jet Storm) (1959) – Richard Attenborough (Ernest Tilley)
- Öt töltényhüvely (Fünf Patronenhülsen) (1960) – Armin Mueller-Stahl (Pierre)
- Egy napra oroszlánok (Un giorno da leoni) (1961) – Renato Salvatori (Orlando)
- Az éjszaka (La notte) (1961) – Bernhard Wicki (Tommaso Garani)
- Ki volt dr. Sorge? (Qui êtes-vous, Monsieur Sorge?) (1961) – Mario Adorf (Max Klausen)
- Az Ezüst-tó kincse (Der Schatz im Silbersee) (MTV-szinkron) (1962) – Lex Barker (Old Shatterhand)
- A kém nyomában (Spotkanie ze szpiegiem) (1964) – Stanisław Mikulski (Baczny hadnagy)
- A dzsungel könyve (The Jungle Book) (1967) – Sebastian Cabot (Bagira, a fekete párduc hangja)
- Egy erkölcstelen férfi (L'immorale) (1967) – Ugo Tognazzi (Sergio Masini)
- Halálfejesek (The Born Losers) (1967) – Tom Laughlin (Billy Jack)
- Szerelem, ó! (Luv) (1967) – Jack Lemmon (Harry Berlin)
- Columbo (1968–2003) – Peter Falk (Columbo hadnagy)
- Bajtársak voltunk (Szluzsili dva tovarisa) (1968) – Rolan Antonovics Bikov (Iván Karjakin)
- Ölj meg, csak csókolj! (Straziami, ma di baci saziami) (1968) – Ugo Tognazzi (Umberto Ciceri)
- Othello (Othello) (1968) – Wolfgang Reichmann (Othello)
- Anna ezer napja (Anne of the Thousand Days) (1969) – Richard Burton (VIII. Henrik)
- Elátkozottak (La caduta degli dei) (1969) – Dirk Bogarde (Frederick Bruckmann)
- A 22-es csapdája (Catch-22) (1970) – Orson Welles (Dreedle tábornok)
- Koncert szólópisztolyra (Concerto per pistola solista) (1970) – Gastone Moschin (Aloisius Thorpe őrmester)
- Marie szeszélyei (Les caprices de Marie) (1970) – Philippe Noiret (Gabriel)
- Ördög mérnök halála (Vrazda ing. Certa) (1970) – Vladimír Menšík (Cert, mérnök)
- Goya (Goya – oder Der arge Weg der Erkenntnis) (1971) – Donatas Banionis (Goya)
- Szentivánéji álom (A Midsummer Night's Dream) (1971) – Ronnie Barker (Zuboly)
- Az Olsen-banda 04.: Az Olsen-banda nagy fogása (Olsen-bandens store kup) (1972) – Poul Bundgaard (Kjeld Jensen)
- Az ördögi Roy Slade (Evil Roy Slade) (1972) – Mickey Rooney (Nelson Stool)
- Saint Tropezba költöztünk (Le viager) (1972) – Michel Galabru (Dr. Léon Galipeau)
- A tábornok állva alszik (Il generale dorme in piedi) (1972) – Ugo Tognazzi (Umberto Leone tábornok)
- Az ezredeseket akarjuk (Vogliamo i colonnelli) (1973) – Ugo Tognazzi (Giuseppe 'Beppe' Tritoni)
- Oklahoma olaja (Oklahoma Crude) (1973) – George C. Scott (Noble 'Mase' Mason)
- Egy hatás alatt álló nő (A Woman Under the Influence) (1974) – Peter Falk (Nick Longhetti)
- A farmer felesége (Zandy's Bride) (1974) – Gene Hackman (Zandy Allan)
- Az Olsen-banda 06.: Az Olsen-banda boldogul (Olsen-bandens sidste bedrifter) (1974) – Morten Grunwald (Benny Frandsen)
- Szenzáció! (The Front Page) (1974) – Walter Matthau (Walter Burns / Otto Fishbine)
- A csalétek (Il sospetto) (1975) – Gian Maria Volonté (Emilio)
- Neveletlenek (Conduct unbecoming) (1975) – Richard Attenborough (Lionel E. Roach őrnagy)
- Sampon (Shampoo) (1975) – Jack Warden (Lester Carp)
- Szöktetés (Breakout) (1975) – Charles Bronson (Nick Colton)
- Csúfak és gonoszak (Brutti sporchi e cattivi) (1976) – Nino Manfredi (Giacinto Mazzatella)
- Fekete-fehér színesben (Noirs et blancs en couleur) (1976) – Jean Carmet (Bosselet őrmester)
- Griffin és Phoenix (Griffin and Phoenix: A Love Story) (1976) – Peter Falk (Geoffrey Griffin)  Peter Falk
- Meghívás egy gyilkos vacsorára (Murder by Death) (1976) – Peter Falk (Sam Diamond)
- A faljáró (Le Passe-muraille) (1977) – Michel Serrault (Dutilleul)
- A názáreti Jézus (Jesus of Nazareth) (1977) – (Jehuda) Cyril Cusack
- Az Olsen-banda 10.: Az Olsen-banda hadba száll (Olsen-banden gar i krig) (1978) – Poul Bundgaard (Kjeld Jensen)
- Öröm az ilyen szülő (The In-Laws) (1979) – Peter Falk (Vincent J. Ricardo)
- A fajdkakas (Le coq de Bruyère) (1980) – Pierre Mondy (A báró)
- Maci Laci első karácsonya (Yogi's First Christmas) (1980) – Daws Butler (Maci Laci)
- Két férfi, egy eset (Ein Fall für zwei) (1981-1988) – Günter Strack (Dr. Dieter Renz)
- Pumukli kalandjai (Meister Eder und sein Pumuckl) (1982-1989) – Gustl Bayrhammer (Éder mester)
- Egymásra nézve (Egymásra nézve) (1982) – Jozef Kroner (Erdőss elvtárs)
- Maci Laci ajándéka (Yogi Bear's All-Star Comedy Christmas Caper) (1982) – Daws Butler (Maci Laci)
- Valentina (Valentina) (1982) – Anthony Quinn (Mosen Joaquín)
- Daliás idők (1984) – (Mesélő)
- A gumimacik Disney's Adventures of the Gummi Bears) (1985–1990) – (Chummi hangja)
- Berlin felett az ég (Der Himmel über Berlin) (1987) – Peter Falk (Önmaga)
- Miss Arizona (Miss Arizona) (1988) – Marcello Mastroianni (Rozsnyai Sándor)
- Rezdülések (Vibes) (1988) – Peter Falk (Harry Buscafusco)
- Cookie (Cookie) (1989) – Peter Falk (Dominick 'Dino' Capisco)
- Júlia néni és a tollnok – avagy mindennap új folytatás! (Tune in Tomorrow…) (1990) – Peter Falk (Pedro Carmichael)
- Két hekus Belleville-ből (Deux flics à Belleville) (1990) – Michel Galabru (Santucci felügyelő)
- Dallas  Howard Kell (Clayton Farlow) magyar hangja 1992–1997
- Aladdin 2. – Aladdin és Jafar (The Return of Jafar) (1994) – Val Bettin (Szultán hangja)
- Pumukli és a kék hajómanó (Pumuckl und der blaue Klabauter) (1994) – Gustl Bayrhammer (Éder mester)
- A hetedik testvér (The Seventh Brother) (1995) – (Bagoly)
- Napsugár fiúk (The Sunshine Boys) (1995) – Peter Falk (Willie Clark)
- Őslények országa 3. – A nagyszerű ajándékozások kora (1995) – Kenneth Mars (Tappancs nagyapja)
- Szédült hétvége (Home for the Holidays) (1995) – Charles Durning (Henry Larson)
- Szobatársak (Roommates) (1995) – Peter Falk (Rocky Holzcek)
- A Notre Dame-i toronyőr (The Hunchback of Notre Dame) (1996) – David Ogden Stiers (Esperes hangja)
- Őslények országa 4. – Út a Ködös Völgybe (1996) – Kenneth Mars (Tappancs nagyapja)
- Herkules (Hercules) (1997) – Charlton Heston (Narrátor hangja)
- Viharos vakáció (A Storm in Summer) (2000) – Peter Falk (Abel Shaddick)
- Corky Romano, a kezes farkas (Corky Romano) (2001) – Peter Falk (Francis A. `Pops` Romano)
- Az elveszett világ (The Lost World) (2001) – Peter Falk (Theo Kerr tisztelendő)
- Vitathatatlan (Undisputed) (2002) – Peter Falk (Mendy Ripstein)
- Narnia Krónikái: Caspian herceg (The Chronicles of Narnia: Prince Caspian) (2008) – Vincent Grass (Dr. Cornelius)

## Díjai, kitüntetései
- Jászai Mari-díj (1959, 1962)
- SZOT-díj (1962)
- Érdemes művész (1972)

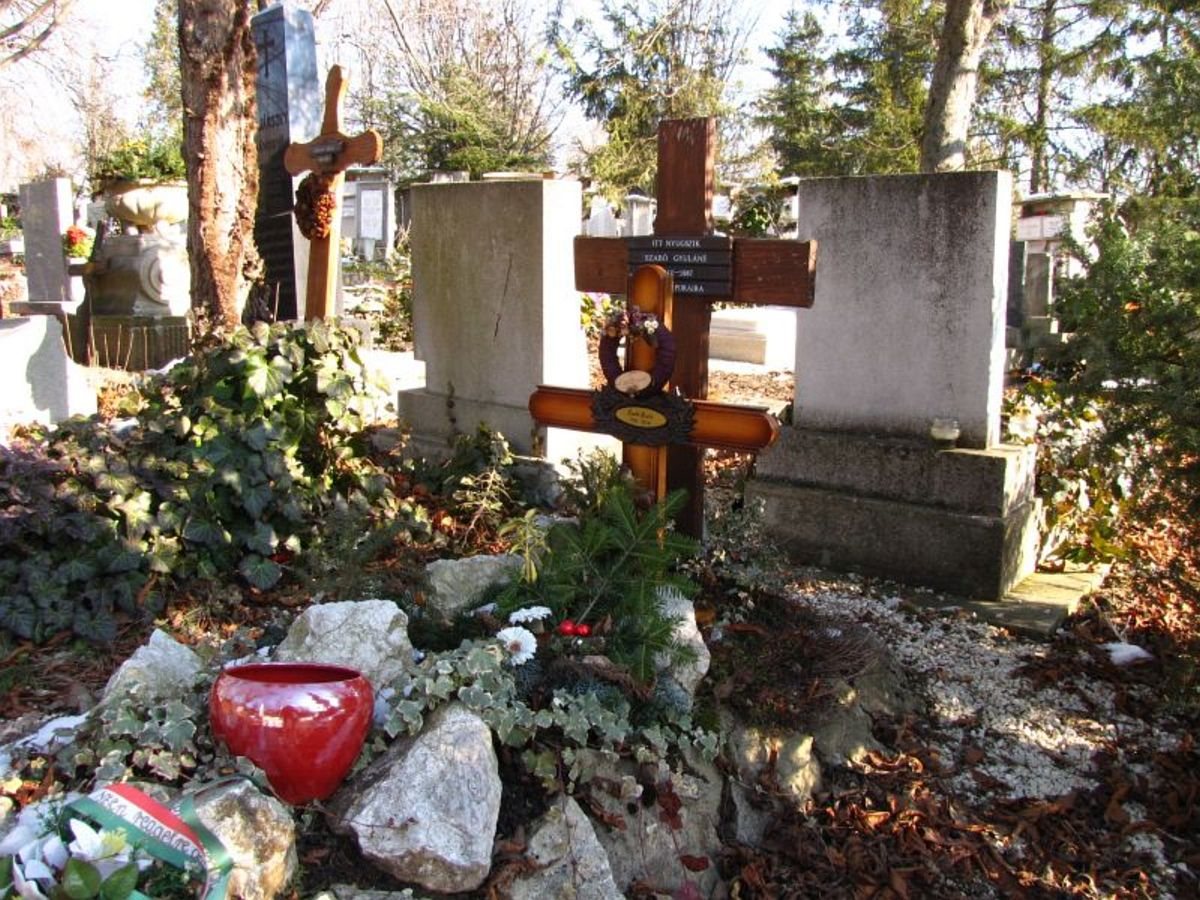
Sírja 2015-ben a Farkasréti temetőben (24/2-1-2)

- Magyar Filmkritikusok Díja – Legjobb férfi alakítás díja (1975)
- Kiváló művész (1981)
- Budapestért díj (1996)
- Kunszentmárton díszpolgára (1998)
- Kossuth-díj (2000)
- A Kecskeméti Animációs Filmfesztivál életmű-díja (2005)[18]
- A Nemzet Színésze (2006)
- A Magyar Köztársasági Érdemrend középkeresztje /polgári tagozat/ (2007)
- Székesfehérvár díszpolgára (2014) /posztumusz/[19]